# 戸高花暖
戸高 花暖（とだか かのん、2003年4月4日 - ）は、日本の子役
。宮崎県宮崎市出身
。
特技はフルート、書道。趣味はダンス、ピアノ。

## 出演

### テレビドラマ
- NHK福岡発地域ドラマ『いとの森の家』咲子役
- 土曜ワイド『山村美紗サスペンス 小京都連続殺人事件4』（2019年2月9日、フジテレビ） - 津川雅子（幼少期）役

### 映画
- 『神話の国の子どもたち』主演 タマヨリ姫役
- 『たからもん』ヒロイン 美智子役